# Puiseaux
Puiseaux település Franciaországban, Loiret megyében. Lakosainak száma 3336 fő (2022. január 1.). Puiseaux Briarres-sur-Essonne, Bromeilles, Desmonts, Échilleuses, Grangermont, Ondreville-sur-Essonne és Orville községekkel határos.

## Népesség
A település népességének változása:
| Lakosok száma | 2097 | 2607 | 2915 | 3246 | 3339 | 3385 | 3416 | 3424 | 3413 | 3336 |
|               | 1968 | 1982 | 1990 | 2006 | 2013 | 2015 | 2017 | 2019 | 2020 | 2022 |